# Lingue athabaska
Le lingue athabaska, dette anche athapaska, appartengono alla famiglia linguistica na-dene. Sono diffuse principalmente in Alaska, nel Nord-Ovest del Canada e nella parte sud-occidentale degli Stati Uniti. Secondo la classificazione di Greenberg sono il ramo principale delle lingue na-dene, sia per numero di lingue che per numero di parlanti: infatti la famiglia na-dene è formata da 46 lingue, mentre il solo gruppo athabaskano ne contiene 42 ed è il secondo gruppo linguistico dell'intero continente americano dopo la famiglia di lingue uto-azteche. In termini di territorio solo la famiglia di lingue algiche copre un'area più vasta.

## Distribuzione geografica
Secondo i dati del censimento canadese del 2011, i madrelingua athabaska in Canada sono 20.700, concentrati principalmente nel Saskatchewan e nei Territori del Nord-Ovest.

## Classificazioni
lingue athabaska del nord
- lingua ahtna
- lingua babine
- lingua chilcotin (tinneh)
- lingua chipewyan (dene)
  - lingua yellowknife
- lingua deg xinag (deg hit'an, ingalik)
- lingua dogrib (tli cho)
- lingua hän
- lingua holikachuk (innoko)
- lingua koyukon (ten'a)
- lingua kutchin (gwich'in)
- kwalhioqua-clatskanie (†)
  - lingua kwalhioqua (†)
  - lingua clatskanie (tlatskanie) (†)
- lingua del basso Tanana (minto)
- lingua nicola (†)
- lingua sarcee (sarsi, tsuu t'ina)
- lingua sekani
- lingua slave (slavey)
  - lingua bearlake (satudine)
  - lingua kawchottine (hare)
  - lingua mountain
  - lingua slavey
- lingue tahltan (nahanni)
  - lingua kaska
  - lingua tagish
  - lingua tahltan
- lingua Carrier (dakelh)
- lingua tanacross
- lingua tanaina (dena'ina)
- lingua tsattine (beaver, dunneza)
- lingua tsetsaut (†)
- lingua tutchone
- lingua kushokwin superiore (kolchan)
- lingua dell'alto Tanana

lingue athabaska meridionali (o apache)
- bedonkohe - mescalero
  - lingua bedonkohe (chiricahua)
  - lingua mescalero
- lLingua navajo (diné, navaho)
- lingua jicarilla
- lingua apache di pianura (kiowa-apachen)
- lingua lipan
- lingua apache occidentale (coyotero-apachen)

Lingue athabaska della costa del Pacifico
- galice-applegate (†)
  - lingua applegate (†)
  - lingua galice (†)
- lingua hoopa (hupa)
- lingua del fiume Eel (†)
- lingua del fiume Mattole-Bear (†)
  - Lingua del fiume degli Orsi (†)
  - Lingua mattole (†)
- Lingua del fiume canaglia (tututni)
- Lingua tolowa
- Lingua umpqua superiore (†)

† - estinta
Secondo Ethnologue la classificazione della famiglia è la seguente:
(tra parentesi tonde il numero di lingue di ogni gruppo e la zona dove vengono parlate)
[tra parentesi quadre il codice di classificazione internazionale linguistico]
- lingue athabaska (42)
  - lingue apache (o athabaska meridionali) (6)
    - kiowa apache (1) 
      - lingua apache di pianura o apache, kiowa [apk] (Stati Uniti)

    - apache-navajo (5)
      - apache orientali (3)
        - lingua jicarilla  [apj] (Stati Uniti)
        - lingua lipan  [apl] (Stati Uniti)
        - lingua mescalero  [apm] (Stati Uniti)

      - apache-navajo occidentali (2) 
        - lingua apache occidentale  [apw] (Stati Uniti)
        - lingua navajo  [nav] (Stati Uniti)

  - canadesi (13)
    - lingue beaver-sekani (2)
      - lingua beaver o danezaa [bea] (Canada)
      - lingua sekani  [sek] (Canada)

    - lingue carrier-chilcotin (4) 
      - lingua babine  [bcr] (Canada)
      - lingua carrier  [crx] (Canada)
      - lingua carrier meridionale [caf] (Canada)
      - lingua chilcotin  [clc] (Canada)

    - lingue han-kutchin (2) 
      - lingua gwich'in  [gwi] (Canada)
      - lingua han  [haa] (Stati Uniti)

    - lingue hare-chipewyan (4) 
      - lingua chipewyan o dene suline  [chp] (Canada)
      - lingua dogrib  [dgr] (Canada)
      - lingua slavey settentrionale [scs] (Canada)
      - lingua slavey meridionale  [xsl] (Canada)

    - lingua sarcee (1) 
      - lingua sarsi  [srs] (Canada)

  - lingue ingalik-koyukon (3) 
    - lingua degexit'an  [ing] (Stati Uniti)
    - lingua holikachuk  [hoi] (Stati Uniti)
    - lingua koyukon  [koy] (United States)

  - lingue athabaska della costa del Pacifico (9) 
    - California (4) 
      - lingua hupa  [hup] (Stati Uniti)
      - lingua kato  [ktw] (Stati Uniti)
      - lingua mattole [mvb] (Stati Uniti)
      - lingua wailaki  [wlk] (Stati Uniti)

    - Oregon (5) 
      - lingua chetco  [ctc] (Stati Uniti)
      - lingua coquille  [coq] (Stati Uniti)
      - lingua galice  [gce] (Stati Uniti)
      - lingua tolowa  [tol] (Stati Uniti)
      - lingua tututni  [tuu] (Stati Uniti)

  - lingue tahltan-kaska (3) 
    - lingua kaska  [kkz] (Canada)
    - lingua tagish  [tgx] (Canada)
    - lingua tahltan  [tht] (Canada)

  - lingue tanaina-ahtna (2) 
    - lingua ahtena  [aht] (Stati Uniti)
    - lingua tanaina  [tfn] (Stati Uniti)

  - lingue tanana-kuskokwim (4) 
    - lingua tanacross  [tcb] (Stati Uniti)
    - lingua del basso Tanana [taa] (Stati Uniti)
    - lingua dell'alto Tanana [tau] (Stati Uniti)
    - lingua del basso Kuskokwim [kuu] (Stati Uniti)

  - lingue tutchone (2) 
    - lingua tutchone settentrionale [ttm] (Canada)
    - lingua tutchone meridionale [tce] (Canada)

## Fonologia
(Cook 1981, Krauss & Golla 1981, Cook & Rice 1989)

### Consonanti
|               |               | bilabiali | alveolari   | alveolari | palatali    | palatali | velari | uvulari | uvulari | glottali |
| centrali      | laterali      | bilabiali | non labiali | labiali   | non labiali | labiali  | velari |         |         | glottali |
| occlusive     | non aspirate  |           | t           |           |             |          | k      | q       | qʷ      |          |
| occlusive     | aspirate      |           | tʰ          |           |             |          | kʰ     | qʰ      | qʷʰ     |          |
| occlusive     | eiettive      |           | t'          |           |             |          | k'     | q'      | q'ʷ     | ʔ        |
| affricate     | non aspirate  |           | t͡s          | tɬ        | t͡ʃ          | t͡ʃʷ      |        |         |         |          |
| affricate     | aspirate      |           | t͡sʰ         | tɬʰ       | t͡ʃʰ         | t͡ʃʷʰ     |        |         |         |          |
| affricate     | eiettive      |           | t͡s'         | tɬ'       | t͡ʃ'         | t͡ʃ'ʷ     |        |         |         |          |
| fricative     | sorde         |           | s           | ɬ         | ʃ           | ʃʷ       | x      | χ       | χʷ      | h        |
| fricative     | sonore        |           | z           | ɮ         | ʒ           | ʒʷ       | ɣ      | ʁ       | ʁʷ      |          |
| nasali        | nasali        | m         | n           |           | ɲ           |          |        |         |         |          |
| approssimanti | approssimanti |           |             |           | j           |          |        |         | w       |          |